# Fray Gaspar de la Encarnación
Gaspar de Moscoso e Silva conocido como Fray Gaspar de la Encarnación (en portugués: Frei Gaspar da Encarnação) (Lisboa, 1685-1752) fue un religioso católico portugués.
Estudió en la Universidad de Coimbra, donde se doctoró en Cánones. En 1710 fue nombrado rector de la misma universidad. Cinco años más tarde abandonó las vestiduras de rector y de deán de la Catedral de Lisboa para ingresar en el convento franciscano de Varatojo, donde profesó el 20 de junio de 1715 con el nombre de Fray Gaspar da Encarnação. Desempeñó un importante papel político tras la muerte del Cardenal da Mota, durante el reinado del rey Juan V. Con la subida al trono del rey José I, perdió toda su influencia política.
Era hermano de D. Martinho Mascarenhas, 3º Marqués de Gouveia casado con Inácia Rosa de Távora, ambos hijos de D. João de Mascarenhas, 5º Conde de Santa Cruz y de Teresa de Moscoso Osório, 1ª Marquesa de Santa Cruz.